# محمد دوران
سرلشکر محمد دوران (زاده ۲۰ ژانویه ۱۹۵۴) فرمانده نیروی هوایی افغانستان است. او در سال ۲۰۰۵ توسط وزارت دفاع افغانستان به این پست منصوب شد. جای خدمت اصلی محمد دوران، میدان هوایی بگرام است که بزرگ‌ترین پایگاه هوایی افغانستان است.
وی در ولسوالی نجراب ولایت کاپیسا افغانستان متولد شد. او از قوم تاجیک است. دوران در دهه ۱۹۸۰ خلبان نیروی هوایی شد و یکی از دو نامزدی بود که در سال ۱۹۸۸، برای سایوز تی‌ام-۶ ششمین فضاپیمای سرنشین دار برای بازدید از ایستگاه فضایی شوروی، میر انتخاب شد. به جای دوران عبدالاحد مومند، که دومین سفر فضایی وی بود، انتخاب گردید. دوران متأهل است و شش فرزند دارد.